# ピアノソナタ第9番 (シューベルト)
ピアノソナタ第9番 ロ長調 作品147, D 575 は、フランツ・シューベルトが1817年に作曲したピアノソナタ。マルティーノ・ティリモ校訂によるウィーン原典版では第10番とされる。
作曲者の死後1846年に出版されており、出版したアントン・ディアベリによりジギスモント・タールベルクへ献呈されている。

## 曲の構成
全4楽章、演奏時間は約24分。全楽章がソナタ形式で統一されている。変わった調性の選択や緩徐楽章にもソナタ形式を適用することなど、完成作品の中に作曲者の意表をついた創意が多く盛り込まれている。
- 第1楽章 アレグロ・マ・ノン・トロッポ
ロ長調、4分の4拍子。
主題は力強い "H - Dis - Fis" のユニゾン。第2主題は左手の3連符の上に右手の調性不安定な旋律。調号の変化を伴う転調が多用されている。第1楽章としては簡略で、コーダもない漠然とした締めくくり。

- 第2楽章 アンダンテ
ホ長調、4分の3拍子。
付点リズムのついた歌謡風の主題。変奏が中声部に修飾を伴って繰り返される。抒情的な緩徐楽章。中間部で突発的に情熱が迸る。

- 第3楽章 スケルツォ：アレグレット - トリオ
ト長調 - ニ長調、4分の3拍子。
ユニゾンの主題。中間の小楽章であってもソナタ形式を崩していない。

- 第4楽章 アレグロ・ジュスト
ロ長調、8分の3拍子。
明朗な終楽章。転調も巧妙で2対1のリズムが全曲を支配する。